# عبد الله بن بكير
عَبْدُ اللهِ بن بُكَيرٍ الشيباني هو رجل دين وفقيه شيعي ومن رواة الأحاديث، يشتهر لكونه أحد أصحاب الإجماع، وهو فطحي المذهب، ولكنه ثقة في رواية الحديث.

## أقوال الرجاليين
أحمد بن علي النجاشي: عبد الله بن بكير بن أعين بن سنسن أبو علي الشيباني مولاه
الشيخ الطوسي: فطحي المذهب، إلا أنه ثقة. وقال: عملت الطائفة بأخبار الفطحية كعبد الله بن بكير وغيره
العلامة الحلي: فانا اعتمد على روايته، وان كان مذهبه فاسدا
الكشي: إنه ممن أجمع أصحابنا على تصحيح ما يصحّ عنه وأقرّوا له بالفقه والعلم
الشيخ المفيد: من الفقهاء الأعلام، والرؤساء المأخوذ عنهم الحلال والحرام والفتيا والأحكام، الذين لا يطعن عليهم ولا طريق إلى ذم واحد منهم.
محمد بن مسعود العياشي: عبد الله بن بكير وجماعة من الفطحية هم فقهاء أصحابنا، وعد عدة من أجلة الفقهاء العلماء.
ولكن بعض العلماء لا يأخذون بروايته لا لأنه غير ثقة، بل لأنه فطحي المذهب، كما هو الحال عند المحقق الحلي والشهيد الثاني.